# Walerian Rokitnicki
Walerian Rokitnicki herbu Prawdzic (zm. przed 22 stycznia 1559 roku) – chorąży dobrzyński w latach 1545-1558.
Poseł na sejm krakowski 1553 roku z ziemi dobrzyńskiej.